# Liste der Kulturdenkmäler in Frankfurt-Riederwald
In der Liste der Kulturdenkmäler in Frankfurt-Riederwald sind alle Kulturdenkmäler im Sinne des Hessischen Denkmalschutzgesetzes in Riederwald, einem Stadtteil von Frankfurt am Main aufgelistet.
Grundlage ist die Denkmaltopographie aus dem Jahre 1994, die zuletzt 2000 durch einen Nachtragsband ergänzt wurde.

## Kulturdenkmäler in Riederwald
| Bild            | Bezeichnung      | Lage                                               | Beschreibung                                                                                 | Bauzeit | Daten  |
| --------------- | ---------------- | -------------------------------------------------- | -------------------------------------------------------------------------------------------- | ------- | ------ |
| Bild gesucht BW | Gesamtanlage 124 | Lage                                               |                                                                                              |         | 167893 |
| Bild gesucht BW | Gesamtanlage 125 | Lage                                               |                                                                                              |         | 167894 |
| Bild gesucht BW | Bunker           | Engelsplatz 38 LageFlur: 421, Flurstück: 4/2, 4/35 |                                                                                              |         | 202486 |
| weitere Bilder  | Pestalozzischule | Haenischstraße 16/18, Vatterstraße 1/3/5/7/9 Lage  | Schulgebäude nach Entwürfen von Martin Elsaesser in Formen der frühen Moderne als Ziegelbau. | 1928    | 155386 |